# Lista över fornlämningar i Östhammars kommun (Morkarla)
Lista över fornlämningar i Östhammars kommun (Morkarla) är en förteckning av ett urval av de fornlämningar som finns i Morkarla i Östhammars kommun.
| Namn                                | Lämningstyp         | Tillkomsttid | Historisk indelning | Plats | Läge                 | ID-nr          | Bild                                 |
| ----------------------------------- | ------------------- | ------------ | ------------------- | ----- | -------------------- | -------------- | ------------------------------------ |
| Morkarla 5:1                        | Röse                |              | Morkarla, Uppland   |       | 60.150450, 18.003468 | 10025900050001 | Ladda upp en bild av detta fornminne |
| Morkarla 8:1                        | Runristning         |              | Morkarla, Uppland   |       | 60.156204, 17.995077 | 10025900080001 | Ladda upp en bild av detta fornminne |
| Morkarla 28:2                       | Stensättning        |              | Morkarla, Uppland   |       | 60.151657, 18.002086 | 10025900280002 | Ladda upp en bild av detta fornminne |
| Morkarla 38:1                       | Gravfält            |              | Morkarla, Uppland   |       | 60.152283, 18.000887 | 10025900380001 | Ladda upp en bild av detta fornminne |
| Morkarla 39:1                       | Lägenhetsbebyggelse |              | Morkarla, Uppland   |       | 60.152148, 18.000018 | 10025900390001 | Ladda upp en bild av detta fornminne |
| Morkarla 41:1                       | Stensättning        |              | Morkarla, Uppland   |       | 60.152096, 18.001422 | 10025900410001 | Ladda upp en bild av detta fornminne |
| Morkarla 41:2                       | Stensättning        |              | Morkarla, Uppland   |       | 60.152026, 18.001510 | 10025900410002 | Ladda upp en bild av detta fornminne |
| Morkarla 45:1                       | Lägenhetsbebyggelse |              | Morkarla, Uppland   |       | 60.141141, 17.936649 | 10025900450001 | Ladda upp en bild av detta fornminne |
| Morkarla 47:2                       | Lägenhetsbebyggelse |              | Morkarla, Uppland   |       | 60.148655, 17.953248 | 10025900470002 | Ladda upp en bild av detta fornminne |
| Morkarla 47:3                       | Lägenhetsbebyggelse |              | Morkarla, Uppland   |       | 60.151537, 17.953340 | 10025900470003 | Ladda upp en bild av detta fornminne |
| Morkarla 55:1                       | Gravfält            |              | Morkarla, Uppland   |       | 60.156285, 17.941267 | 10025900550001 | Ladda upp en bild av detta fornminne |
| Morkarla 56:1                       | Lägenhetsbebyggelse |              | Morkarla, Uppland   |       | 60.164737, 17.958989 | 10025900560001 | Ladda upp en bild av detta fornminne |
| Morkarla 57:1                       | Lägenhetsbebyggelse |              | Morkarla, Uppland   |       | 60.162784, 17.956262 | 10025900570001 | Ladda upp en bild av detta fornminne |
| Morkarla 81:1                       | Gravfält            |              | Morkarla, Uppland   |       | 60.140757, 17.978476 | 10025900810001 | Ladda upp en bild av detta fornminne |
| Morkarla 97:1                       | Gravfält            |              | Morkarla, Uppland   |       | 60.146975, 17.935949 | 10025900970001 | Ladda upp en bild av detta fornminne |
| Morkarla 105:1                      | Lägenhetsbebyggelse |              | Morkarla, Uppland   |       | 60.162139, 17.955949 | 10025901050001 | Ladda upp en bild av detta fornminne |
| Nymans ställe (Morkarla 395)        | Lägenhetsbebyggelse |              | Morkarla, Uppland   |       | 60.145317, 17.945001 | 12000000027500 | Ladda upp en bild av detta fornminne |
| Morkarla 448                        | Lägenhetsbebyggelse |              | Morkarla, Uppland   |       | 60.146958, 17.909194 | 12000000027637 | Ladda upp en bild av detta fornminne |
| Molins torp (Morkarla 524)          | Lägenhetsbebyggelse |              | Morkarla, Uppland   |       | 60.173400, 17.920642 | 12000000027822 | Ladda upp en bild av detta fornminne |
| Morkarla 830                        | Lägenhetsbebyggelse |              | Morkarla, Uppland   |       | 60.124109, 17.955367 | 12000000087675 | Ladda upp en bild av detta fornminne |
| Morkarla 834                        | Lägenhetsbebyggelse |              | Morkarla, Uppland   |       | 60.125674, 17.932976 | 12000000087681 | Ladda upp en bild av detta fornminne |
| Morkarla 859                        | Lägenhetsbebyggelse |              | Morkarla, Uppland   |       | 60.129450, 17.929243 | 12000000087843 | Ladda upp en bild av detta fornminne |
| Morkarla 906                        | Lägenhetsbebyggelse |              | Morkarla, Uppland   |       | 60.159874, 18.038742 | 12000000087929 | Ladda upp en bild av detta fornminne |
| Gamla Stråletorp (Morkarla 907)     | Lägenhetsbebyggelse |              | Morkarla, Uppland   |       | 60.159004, 18.045256 | 12000000087930 | Ladda upp en bild av detta fornminne |
| Morkarla 1045                       | Lägenhetsbebyggelse |              | Morkarla, Uppland   |       | 60.134881, 17.982457 | 12000000088402 | Ladda upp en bild av detta fornminne |
| Elias (Morkarla 1048)               | Lägenhetsbebyggelse |              | Morkarla, Uppland   |       | 60.149773, 18.003559 | 12000000088412 | Ladda upp en bild av detta fornminne |
| Rövarsbo (Morkarla 1132)            | Lägenhetsbebyggelse |              | Morkarla, Uppland   |       | 60.170425, 17.981026 | 12000000088875 | Ladda upp en bild av detta fornminne |
| Morkarla 1144                       | Gravfält            |              | Morkarla, Uppland   |       | 60.149595, 18.004041 | 12000000088910 | Ladda upp en bild av detta fornminne |
| Österängen (Morkarla 1192)          | Lägenhetsbebyggelse |              | Morkarla, Uppland   |       | 60.155458, 17.985895 | 12000000089090 | Ladda upp en bild av detta fornminne |
| Morkarla 1195                       | Lägenhetsbebyggelse |              | Morkarla, Uppland   |       | 60.165772, 17.967705 | 12000000089093 | Ladda upp en bild av detta fornminne |
| Erik Erikssons torp (Morkarla 1198) | Lägenhetsbebyggelse |              | Morkarla, Uppland   |       | 60.165113, 17.968008 | 12000000089096 | Ladda upp en bild av detta fornminne |
| Harpahagen (Morkarla 1201)          | Lägenhetsbebyggelse |              | Morkarla, Uppland   |       | 60.168832, 17.995929 | 12000000089099 | Ladda upp en bild av detta fornminne |
| Ugnskroken (Morkarla 1204)          | Lägenhetsbebyggelse |              | Morkarla, Uppland   |       | 60.166392, 17.981001 | 12000000089104 | Ladda upp en bild av detta fornminne |